# Waldemar Rial
Waldemar José Rial Ferrari (Paso de los Toros, 3 febbraio 1940 – Montevideo, 15 settembre 2019) è stato un cestista uruguaiano.

## Carriera
Con l'Uruguay ha disputato due edizioni dei Giochi olimpici (Roma 1960, Tokyo 1964) e i Campionati mondiali del 1963.